# Bernadett Ferling
Bernadett Ferling (ur. 13 lipca 1977 w Tatabányi) – węgierska piłkarka ręczna, reprezentantka kraju grająca na pozycji środkowej rozgrywającej. Wicemistrzyni Świata 2003 oraz brązowa medalistka mistrzostw Świata 2005. Brązowa medalistka mistrzostw Europy 2004. 
Od 1995 r. występuje w węgierskim Dunaújvárosi NKS.

## Sukcesy

### reprezentacyjne
- Mistrzostwa Świata:
  -  2003
  -  2005
- Mistrzostwa Europy:
  -  2004

### klubowe
- Mistrzostwa Węgier:
  -  1998, 1999, 2001, 2003, 2004
  -  2000, 2002, 2005
  -  2006, 2007
- Puchar Węgier:
  -  1998, 1999, 2000, 2002, 2004
- Liga Mistrzyń:
  -  1999
- Puchar EHF:
  -  1998
  -  2003

## Życie prywatne
W 2003 r. wyszła za mąż, za László Orsó. W maju 2009 urodziła córkę – Virág.